# アンテック
アンテック（Antec）は、アメリカ合衆国のPCケース、電源、アクセサリーメーカー。1986年創業。カリフォルニア州フレモント（Fremont）に本社を置き、オランダのロッテルダムに支店がある。世界30ヶ国以上での販売を行っている。日本でもショールームのオープンなど、展開が進んでいる。日本の販売代理店はリンクスインターナショナル。

## 発売中の商品

### PCケース
- Skeleton
- Performance One: Mini P180, Mini P180 White, P183, P182, P180, P160W, P182SE, P193, P190 + 1200 ,P280
- Sonata family: SOLO, Sonata III 500, Sonata Designer 500, Sonata Plus 550, Sonata Elite
- Gamer Cases: Three Hundred, Nine Hundred, Twelve Hundred
- Enterprise server chassis: Titan650, Atlas 550
- New Solution series: Minuet 350, NSK1380, NSK1480, NSK2480, NSK3480, NSK4480, NSK4480B, NSK6580, NSK6580B
- Rackmounts: Take 3 + 450, Take 4 + 450, 2U20ATX400XR-2, 2U26ATX400XR-2, 3U25ATX450XR-2, 3U25EPS550XR-2, 4U22ATX450-2, 4U22EPS550-2
- VERIS Media Components: MX-1, MX-100, Fusion 430, Fusion Black 430, A/V Cooler

### 電源
- Signature 850＆650: PLUS80のブロンズに認定された高品質電源。
- Earth Wats
- Neopower 400＆500＆550＆650
- Quattro 850＆1000
- CP-850＆1000：アンテックの独自規格が採用されており、Twelve Hundred、P183、P193等のケースが対応している。

## 日本での展開
- ショールームのオープン

2007年8月10日、秋葉原にショールームをオープンした。
ショールームでは主に新商品のデモンストレーションなどのイベント等が行われていた。
2010年10月11日に閉店した。
- コミュニティサイトのオープン

2008年6月30日にコミュニティサイト「Antecマップ」をオープン。
ユーザー同士の交流やメーカーとの様々なイベント等に活用されている。
- マスコットキャラクター

日本でのマスコットキャラクターして「アンテッ子ちゃん」「アンテッ君」という二人のキャラクターがいる。
アンテッ子ちゃんは、冷却ファン風のアクサセリーやPC電源風の何かを手にしている等、自社製品を盛り込んだデザインとなっている。
当初はショールームスタッフによって描かれた非公認キャラクターだったが、好評を博し本社から公認された公式マスコットキャラクターとなった。
その後、広報・販促に積極的に活用され、2009年12月19日にアンテッ子ちゃんがデザインされた公式マウスパッド(型番：MSPAD-ANT-T1)が発売された。作者は「白四」。